# Country banks
Les banques de comté anglaises, sont apparues au tout début de la révolution industrielle en Angleterre, sous une forme semi-mutualiste, avec des établissements de petite taille. Ce sont des banques d'émission provinciales, pratiquant l'escompte des lettres de change et implantant le billet de banque sur l'ensemble du territoire anglais, de façon progressive.
Leurs actionnaires sont souvent des artisans ou petits industriels, brasseurs de bière et tisserands. Parmi eux, quelques-uns des premiers entrepreneurs du coton britannique. Leur montée en puissance et en nombre accompagna les besoins financiers des nouvelles entreprises.
En 1750, les country banks sont une douzaine, selon Fernand Braudel. En 1784, elles sont déjà 120.
"La révolution industrielle anglaise a été accompagnée par leur développement", selon les historiens Éric Froment, Bernard Courbis, et Jean-Michel Servet. Le système d'émission de monnaie de papier se centralise alors autour de la Banque d'Angleterre, créée dès 1694, au tout début de la Révolution financière britannique. Cette dernière est prêteur en dernier ressort, tout particulièrement lorsque les billets deviennent inconvertibles en métal précieux, de 1797 à 1821.
La Banque d'Angleterre obtint même en 1708 le monopole d'émission des billets de banque, parmi les sociétés par actions, ce qui explique que les autres banques d'émission, apparues au XVIIIe siècle en province, soient de taille modeste.
Mis au point en Angleterre, le système est progressivement généralisé avec plus ou moins de bonheur aux pays qui s'industrialisent. Loin de la lettre de change de la Renaissance, instrument du commerce européen, on arrive à un processus de monétisation de créances privées domestiques, à un certain recentrage du financement vers l'économie nationale en liaison avec l'épanouissement de l'État-nation. Le billet apparaît alors, grâce à l'intervention bancaire, comme le plus liquide des papiers nés de la circulation commerciale.
Certains historiens estiment accessoire le rôle des banques dans la croissance économique mais d'autres soulignent, au contraire, leur rôle moteur.